# Leon Peiper
Leon (Leibel, Leib) Peiper (ur. 9 lutego 1865 w Krakowie, zm. ok. 1942 w Bełżcu) – polski prawnik, autor komentarzy do kodeksów prawnych.

## Młodość
W latach 1875–82 uczęszczał do Gimnazjum św. Jacka w Krakowie, maturę natomiast zdał jako eksternista w Gimnazjum św. Anny w roku 1884. W tym roku zapisał się na Wydział Prawa i Administracji Uniwersytetu Jagiellońskiego. W 1889 roku uzyskał stopień doktora praw. Od początku lat dziewięćdziesiątych studiował na Uniwersytecie Berlińskim, by w 1895 osiąść na stałe w Przemyślu, gdzie został adwokatem przy Sądzie Obwodowym. Prowadził kancelarię adwokacką (w późniejszym okresie razem z synem Michałem), która mieściła się przy Ratuszowej 6. W 1908 roku założył pierwszą w mieście spółkę adwokacką (wspólnie z M. Dawidem).

## Praca naukowa
Był autorem wielu komentarzy do ustaw w zakresie prawa, które przyniosły mu szerokie uznanie w środowisku prawniczym. Opublikował komentarze do: ustawy o warunkowym zawieszeniu kary (1926), kodeksu postępowania karnego (1928), ustawy karnej skarbowej (1931), kodeksu karnego (1933), kodeksu zobowiązań i kodeksu postępowania cywilnego (1934), kodeksu handlowego (1936), prawa karnego skarbowego (1938). W 1933 wspólnie z Z. Fenichelem wydał „Wzory pism adwokackich do kodeksu postępowania cywilnego” z objaśnieniami. Publikował także artykuły w wielu ogólnopolskich czasopismach prawniczych.  

## Działalność społeczna
W 1903 został prezesem wydziału instytucji kształcącej „Toybenhala” – uniwersytetu ludowego, której głównym celem było szerzenie oświaty polskiej wśród niezamożnych warstw ludności żydowskiej Przemyśla. W 1911 roku został członkiem zarządu przemysko-samborskiej Izby Adwokatów. Prowadził wykłady w miejscowym Towarzystwie Prawniczym, którego od 1925 roku był wiceprezesem. W latach 1925–28 był prezesem klubu sportowego „Hagibor”, a od 1927 w przewodniczącym Tymczasowego Związku Sportowego Ziemi Przemyskiej.  W 1935 roku został prezesem Związku Adwokatów w Przemyślu. W swojej działalności związany był z nurtami asymilatorskimi.

## Okres okupacji
We wrześniu 1939 roku wyjechał do Krakowa. W 1941 jego nazwisko pojawiło się na liście przeznaczonych do przesiedlenia do getta. Najprawdopodobniej w czerwcu lub październiku 1942 roku wywieziono go do niemieckiego nazistowskiego obozu zagłady w Bełżcu, gdzie został zamordowany.

## Rodzina
Urodził się w rodzinie Isaaka Peipera i Feigi z domu Banaschek. Miał czworo rodzeństwa, z którego starszy o 9 lat brat Abraham Markus również był prawnikiem (jego synem był znany poeta Tadeusz Peiper). W 1893 ożenił się Idą Rothenberg, z którą miał piątkę dzieci: Michała, Adama, Mariana (zmarł jako niemowlę), Jadwigę (po mężu Gutt), Kamilę (po mężu Feliks). Synowie Michał i Adam również ukończyli studia prawnicze. Cała jego rodzina zginęła podczas II wojny światowej.